# Providence (religion)
Pour les articles homonymes, voir Providence.

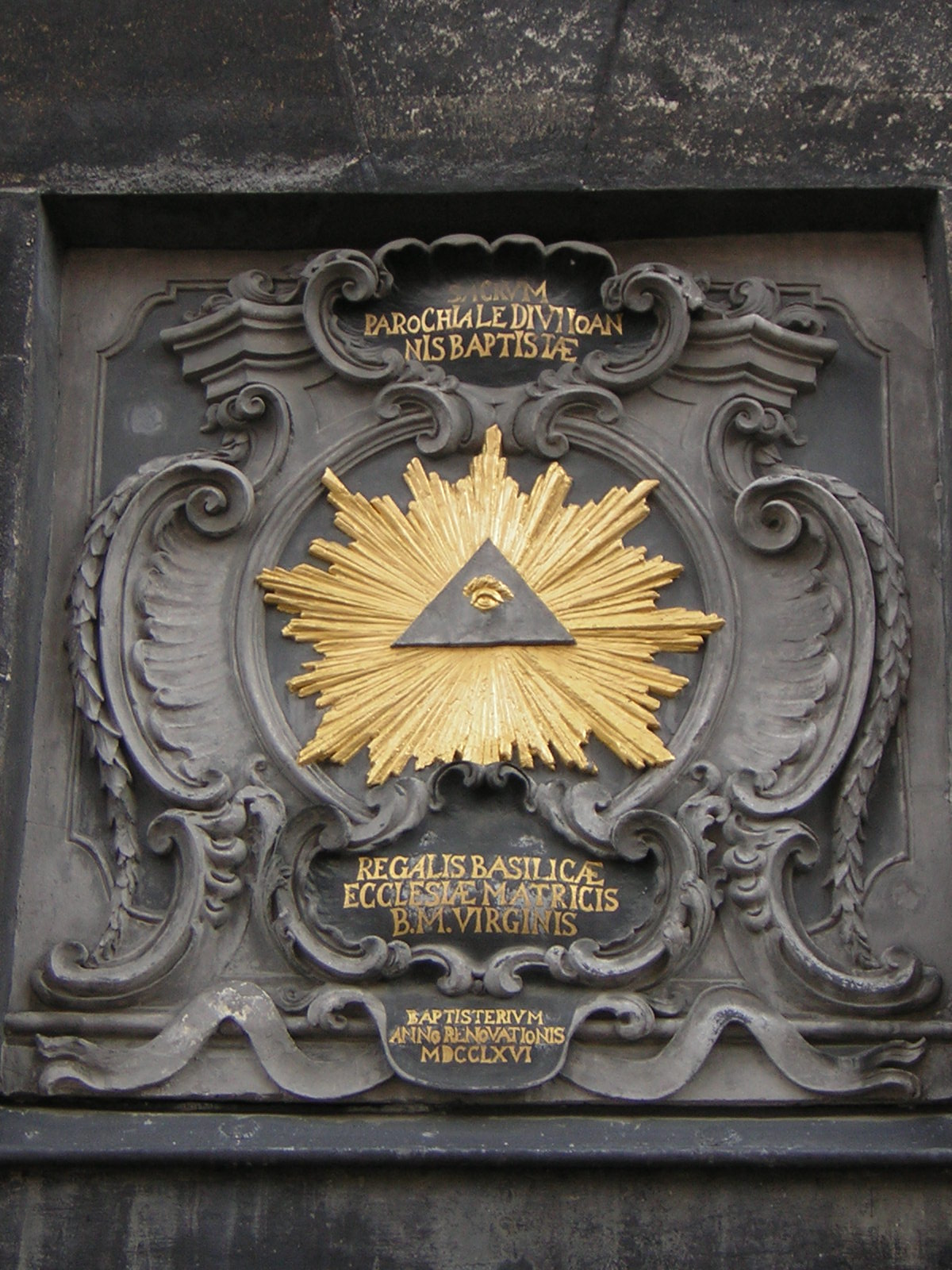
L'« Œil de la Providence ». Cathédrale d'Aix-la-Chapelle. Cet œil est entouré par des rayons de lumière qui symbolisent son omniscience. Il représente traditionnellement le regard vigilant de Dieu sur l'humanité.

La providence est une forme d'action divine sur le monde. Elle est caractérisée par une volonté, non humaine et transcendante, accompagnant les actions humaines vers des horizons bienveillants de justice et de paix.
La définition du concept de providence est liée à l'évolution de la théologie et à l'histoire de la philosophie occidentale. Le concept prend racine à l'Antiquité et s'oppose au concept de hasard et dans un certain sens à celui de fatalité. La notion de providence traduit une conception du monde à la fois métaphysique, causaliste, déterministe et téléologique.
Au Moyen Âge, le concept de providence est étudié par les théologiens, à partir des écrits de l'Antiquité. Le concept intègre alors le développement du christianisme.
Puis, à partir de la Renaissance et durant l'époque moderne, la définition philosophique de la liberté ainsi que le développement du progrès des sciences et des techniques amène à écarter ce concept. Il devient un sujet d'étude de la philosophie de l'histoire. Le mot prend alors une teinte plus utilitaire et vient en appui des modes de gouvernements, jusqu'à devenir associé au politique lorsqu'il est question par exemple de l’État-providence.

## Définition et étymologie du mot
Providence est un mot d'origine latine (providentia), composé de pro- « en avant » et videre « voir », qui signifie au sens propre : « acte de voir quelque chose par avance », qu'on peut résumer par le terme de « prévoyance ». Le mot n’est pas attesté, semble-t-il, avant Cicéron qui l’a peut-être créé sur le modèle du grec πρόνοια.
Dans l'ancienne culture chinoise (ou dans certaines pratiques divinatoires en Occident), les enchaînements d'événements peuvent avoir un sens sans dépendre pour autant d'un rapport de causalité. On parle alors de synchronicité.
La providence est attribuée à Dieu, au titre de son omniscience. On lui attribue également le fait de prévoir, de disposer l'avenir par des actions bienveillantes. On peut parler de la providence de Dieu. La providence exprime alors un dessein, qu'on peut suivre ou infléchir, elle n'annule pas la liberté humaine. C'est pourquoi, ce mot ne doit pas être confondu avec deux autres concepts relatifs à l'avenir : prophétie et prédestination. Le prophète annonce l'avenir par la parole. La prédestination est un acte qui définit l'avenir en dépouillant toute personne de la possibilité de l'infléchir ou de le modifier.
La théologie de la providence consiste à associer à Dieu des actions bienfaisantes, une aide gracieuse accordée aux hommes et aux femmes pour leur salut, une vie bienheureuse, faite de justice et de paix. Grâce au dépassement de soi, les humains, créatures de Dieu, peuvent ainsi lutter contre leurs propres forces intérieures maléfiques qui mènent à la violence, au mal, à l'injustice. Le concept accompagne celui du mystère de la transcendance divine et ne caractérise pas les œuvres humaines.
Il existe aussi des doctrines providentialistes où la providence devient quelque chose d'englobant voire d’utilitaire, lié au politique et au social. Dans cette perspective philosophique, certains faits seraient directement voulus par Dieu. Ce modèle philosophique appuie par exemple la création d'Empires politiques qui tirent une origine dans les Écritures saintes, ou encore les monarchies de droit divin. Cette vision de la providence justifie l’obéissance aux monarques, mais donne aussi des bases pour rappeler aux souverains leur rôle dans la justice du monde. Dans la perspective providentielle, les monarques doivent établir un régime politique et social plus juste, à l'image du monde voulu par Dieu. La philosophies de l’histoire reprend cette vision de la providence, et c'est celle qui, aujourd'hui est la plus communément admise.
Si la modernité et plus spécialement le laïcisme éliminent le mot "providence" du langage usuel, l'idée ne disparaît pas complètement pour autant. En France, on retrouve ainsi l'œil de la providence tout en haut de la Déclaration des droits de l'homme et du citoyen de 1789. L'expression "État-providence" apparaît sous le Second Empire pour désigner l'idée que l'État moderne est amené à jouer auprès des citoyens un rôle comparable à celui qui était autrefois attribué à la providence : subvenir à leurs besoins élémentaires.

## Héritage des penseurs de l'Antiquité

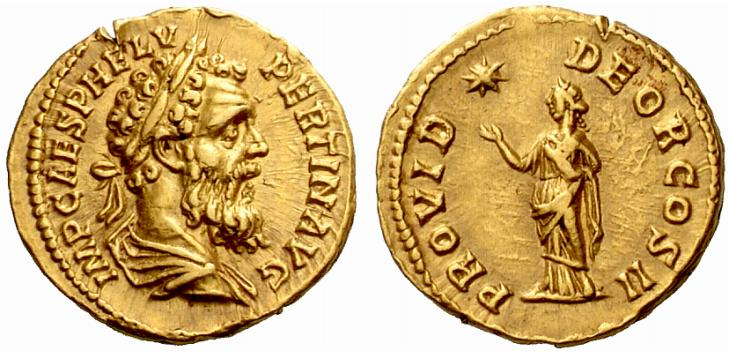
Aureus romain du IIe siècle montrant, à gauche, le portrait de profil de l'empereur Pertinax ; à droite une figure féminine symbolisant la providence.

Durant l'Antiquité, les débats ont opposé les épicuriens, selon qui l'origine et l'évolution de l'univers ne sont précisément qu'une affaire de hasard, aux stoïciens (fatum stoicum) et à certains (néo-)platoniciens, pour qui - au contraire - elles résultent de la volonté d'un démiurge (Créateur) ou bien de l'action de la nature, selon des lois qui lui sont propres.

### Lapronoia
L'historien grec Hérodote (484-420 av. J.-C.) a été le premier auteur grec à utiliser le mot providence (pronoia) dans un sens religieux en expliquant que la providence divine est la source de la sagesse qui maintient la nature en état d'équilibre et évite qu'un type de créature domine sur toutes les autres.
Xénophon (430-355 av. J.-C.) rapporte que Socrate disait que  ceux qui ne voient aucune providence divine (dans un certain nombre d'évènements de la vie) et qui les font toutes dépendre de l'intelligence humaine, sont des fous. Et dans l'entretien avec Aristodème, Socrate entend démontrer l'existence de la providence divine.
Dans les textes de Platon (428-348 av. J.-C.) le mot grec pronoia ne se trouve qu'en trois dialogues, le Phèdre, le Timée et Les Lois, et normalement (c'est le cas, en particulier, du livre IX des Lois) dans le sens juridique de "préméditation": il n'y a, en effet, que deux passages du Timée (30 c1, 44 c7) où ce mot signifie proprement "providence". Mais cela n'implique pas que la notion de providence divine soit, dans la philosophie de Platon, un élément marginal. En fait, la providence est pleinement à l'œuvre dans le livre X des Lois, sans que le mot pronoia soit jamais mentionné. La notion de providence divine (ainsi que d'intelligence divine) occupe dans la philosophie de Platon une place tout à fait centrale, dans la mesure où ce n'est qu'en ayant recours à cette notion que Platon peut convenablement résoudre le problème des causes de la génération et de la corruption posé dans les dernières pages du Phédon : la théorie de la providence ébauchée dans le Timée et dans Les Lois est ainsi le nécessaire complément d'un parcours qui, dans le Phédon, était resté essentiellement inachevé.
Thomas d'Aquin rapporte qu'aux dires de Grégoire de Nysse, Platon a distingué une triple providence : la première, celle du Dieu souverain qui a pour objet premier et principal les essences, c'est-à-dire tous les êtres spirituels et intelligibles, et qui par conséquent s'étend au monde entier par les genres et les espèces et ces causes universelles que sont les corps célestes. La deuxième pourvoit à chacun des animaux et des plantes et des autres êtres, soumis à la génération et à la corruption, sous cet aspect même de la génération, de la corruption et des autres changements. Platon attribue cette Providence « aux dieux qui parcourent le ciel ». La troisième providence a comme champ ce qui se rapporte à la vie humaine. Il l'attribue « à quelques démons (daimôn) résidant sur terre » qui d'après lui sont « les gardiens des actions humaines ». Néanmoins, pour Platon, la seconde et la troisième de ces providences dépendent de la première, « le Dieu souverain ayant lui-même établi ces pourvoyeurs du second et troisième degré ».
Plutarque (45-120 apr. J.-C.) aborde la providence en particulier dans le "De sera numinis vindicta" où Plutarque discute la question de la providence divine associée à celle de la justice.

### Origines stoïciennes et néo-platoniciennes du concept de providence
Les stoïciens sont les premiers à avoir conceptualisé la providence, thème explicitement présent dans de nombreux traités. Deux types d'arguments principaux sont utilisés par les stoïciens: tout d'abord, Dieu est défini comme étant un être rationnel dont la raison s'exerce providentiellement dans le monde; ensuite la Nature est définie comme procédant avec art et méthode à la génération et à la conservation du monde. Chez les stoïciens les termes Nature, Dieu ou Raison sont synonymes et confondus dans une approche panthéiste et déterministe (fatum stoicum) de l'Univers (appelé Cosmos).
Cléanthe d'Assos, poète et philosophe grec (vers 300 av. J.-C.), successeur de Zénon, dans son Hymne à Zeus glorifie ce Dieu comme étant celui qui dirige le monde et l'humanité avec bienveillance et clairvoyance.
Dispensateur de tous les biens, Roi des éclairs et du tonnerre,
Sauve les hommes du péril et que ta bonté les éclaire,
Que le jour se fasse en leur âme, et que resplendisse à leurs yeux
Ta loi, cette immuable loi, raison des mortels et des dieux.
Chrysippe de Soles (280-206 av. J.-C.), successeur de Cléanthe et second fondateur du stoïcisme après Zénon, soutient dans ses œuvres philosophiques que tout est pré-ordonné et prévisible par la providence, que destin et providence ont une certaine similitude. Par opposition au hasard fortuit des épicuriens, Chrysippe défend la loi éternelle du destin, enchaînement naturel de toutes les choses, qui par des lois éternelles, dérivent les unes des autres, et sont déterminées à exister de telle manière, d'après l'arrêt irrévocable de la nécessité,. La liberté de l'homme est néanmoins conservée car même si tout ce qui arrive par le destin est inévitable, logiquement le contraire aurait tout aussi bien pu se produire. À la suite de Chrysippe, les stoïciens continuent de défendre la providence, mais en un sens plus fataliste qui en détruit partiellement le sens original, puisque l'action bienfaisante des Dieux se déploie selon des lois immuables et nécessaires.
Épicure (300-400 av. J.-C.) conteste la notion stoïcienne de providence. Par opposition aux stoïciens, les épicuriens développent le hasard à partir de leur conception atomiste de l'univers qui ne reconnaît aucun besoin de providence pour qu'il tienne en place. Le Romain Lucrèce, en évoquant le clinamen, définit le hasard comme une déviation purement aléatoire d'un atome permettant de créer un monde.
Cicéron (106 - 43 av. J.-C.) transcrit le terme grec de pronoia en un néologisme latin providentia. Il fait de la providence une force propre, qui selon les stoïciens régit le Monde, et qu'ils nomment aussi Dieu, Nécessité ou Fortune.
Sénèque (4 av. J.-C. - 65 apr. J.-C.) dans les premières lignes de son traité sur la providence assure qu'il pourrait démontrer que cette providence préside à toutes choses et qu’un Dieu habite au milieu de nous. Sénèque tente de justifier le mal dans l'organisation providentielle du monde afin de répondre aux critiques des épicuriens et des académiciens. La providence dérive de l'ordre de l'univers, et elle maintient cet univers en place sans faire appel à un Dieu ordonnateur de toutes choses. Le sage stoïcien veut contribuer à l'ordre du monde. Les stoïciens n'acceptent pas que le monde soit gouverné par un destin aveugle. Ils pensent que tout arrive suivant un bienveillant plan divin qu'ils nomment providence.
L'empereur stoïcien Marc Aurèle (121-180 apr. J.-C.) lui-même discute dans ses Pensées de l'existence ou non d'une divinité supérieure. Soit l'univers et l'histoire résultent du dessein d'un Dieu providentiel, comme le croient les stoïciens et les néoplatoniciens, soit ils sont la résultante d'atomes entrant en collision de manière aléatoire, comme le pensaient les épicuriens. Sa compréhension de la physique stoïcienne est insuffisante, aussi laisse-t-il ouverte la possibilité de la physique atomiste épicurienne. De la doctrine stoïcienne de la providence, Marc Aurèle conclut que seule est importante aux yeux de la providence la distinction entre le vice et la vertu, car la fortune, la santé, la réputation étant présentes indistinctement chez le vertueux aussi bien que chez le vicieux, elles ne peuvent être considérées comme étant bonnes, car ce serait contraire à l'action de la providence.
Le panthéiste Macrobe (370-430 apr. J.-C.) parle d'un Temple de l'île de Délos consacré à Minerve Pronoea. Cette épithète indique une qualité inhérente à la sagesse de la déesse. La providence devint, pour les Romains, une divinité souvent représentée associée aux Dieux (Providentia Deorum) ou aux Empereurs, par exemple Providentia Augusti. Les monnaies représentaient la providence le plus souvent sous la forme d'une femme debout appuyée sur une colonne, et ayant un globe à ses pieds.
Ce n'est que plus tard que certains philosophes tel Boèce chercheront à rapprocher providence et destin. Philon d'Alexandrie (12 av. J.-C. - 54 apr. J.-C.), et les Pères de l'Église Minucius Felix (IIe – IIIe siècle apr. J.-C.) et Lactance (240-325 apr. J.-C.) rendront compte des échanges passionnés entre stoïciens, académiciens et stoïciens sur la providence. Ainsi, Lactance nous parlant des épicuriens: « Car, si Dieu ne fait du bien à personne et qu'il ne récompense jamais les services qu'on lui rend, qu'y a-t-il de si inutile, de si ridicule et de si extravagant que de bâtir des temples, d'offrir des sacrifices et d'employer son bien en des dépenses dont on ne peut tirer aucun fruit. Mais on doit rendre de l'honneur, dira-t-on, à une nature si excellente. Quel honneur doit-on à un Dieu qui ne s'en soucie point du tout et qui n'en témoigne aucun ressentiment ? Quelle obligation pouvons-nous avoir de respecter un Dieu avec qui nous n'avons aucune habitude ? «Si Dieu, dit Cicéron, est fait de telle façon qu'il n'ait pour nous ni tendresse, ni inclination de nous faire du bien, qu'il soit à notre égard tel qu'il lui plaira. Car pourquoi souhaiterait-on qu'il nous fût favorable, puisqu'il ne le peut-être à personne.» Pouvait-on parler de Dieu avec un plus grand mépris ? Car, dire de lui qu'il soit à notre égard tel qu'il lui plaira, c'est dire qu'il se retire et qu'il s'éloigne de nous, puisqu'il ne nous peut servir de rien. Que si Dieu ne se met en peine de rien, et s'il ne fait jamais de bien à personne, pourquoi ne nous abandonnerons-nous pas à toutes sortes de crimes, lorsque nous les pourrons dérober à la connaissance des hommes et à la rigueur des lois. S'il n'y a que la justice humaine à craindre, faisons nos affaires quand nous les pourrons faire secrètement, enrichissons-nous du bien d'autrui et n'épargnons pour cet effet ni son sang ni sa vie ».
Proclus de Lycie ou d'Athènes (412-485 apr. J.-C.) a joué un rôle crucial dans la transmission de la philosophie néo-platonicienne aux savants du Moyen Âge. Trois monographies de Proclus traitent de la providence, du destin, du libre-arbitre et de l'origine du mal. Proclus tente de réconcilier le libre-arbitre humain avec l'omniscience divine. Proclus, tout comme Jamblique, répond que le mode de connaissance n'est pas conditionné par l'objet connu, mais bien par celui qui connaît. Les Dieux ont une connaissance indivise de choses divisées, intemporelle de choses temporelles. Les idées de Proclus furent reprises ultérieurement par Boèce.
Dans son second opuscule sur la providence et le destin, Proclus distingue la providence du destin de la manière suivante : la providence est un Dieu, alors que le destin est de nature divine, comme s'il était une image de la providence, sans toutefois être un Dieu. D'autre part, l'homme a deux types d'âmes, l'une qui est l'âme rationnelle qui peut être séparée du corps, l'autre qui est l'âme irrationnelle qui reste avec le corps. L'âme rationnelle est en relation avec le providence, l'âme irrationnelle avec le destin. Enfin, la troisième distinction introduite par Proclus est celle qui concerne la connaissance et la vérité. D'après lui, un type de connaissance est attaché au processus générationnel, alors qu'un autre type y a échappé. Proclus permet ainsi de réconcilier providence, destin et libre-arbitre. Tant que nous agissons en tant qu'individus rationnels et déterminons nos décisions en suivant des principes basés sur la logique, nous pouvons alors transcender le déterminisme du destin auquel nous appartenons par notre dimension corporelle.
Cette première conceptualisation de la providence influença profondément la théologie chrétienne et les théodicées ultérieures.

### Providence: Créateur résidant sur Sirius et Créateur résidant au sein de sa créature
Pour les chrétiens, la providence divine désigne la pleine maîtrise avec laquelle Dieu saisit les hommes et les femmes de bonne volonté pour que ceux-ci protègent le monde selon son projet éternel et pour que, par eux, son règne vienne. L'action divine n'est donc possible qu'à travers l'action humaine, de croyants aussi bien que de non-croyants œuvrant dans le même sens que celui du dessein divin. C'est une différence majeure du concept de l'action divine entre les grecs et les chrétiens. Platon et Aristote concevaient une apatheia divine, attribut métaphysique qui signifie immutabilité, absence de passion, de conflit intérieur, voire insensibilité. L'existentialisme n'envisage pas lui non plus un Dieu qui gouvernerait nos destins, mais à la différence de l'athéisme, le philosophe existentialiste ne serait pas pour autant ébranlé si Dieu existait en Sirius tout en n'intervenant pas dans les affaires des hommes.
L'incarnation dans le Christ est toute autre. Dieu devient dépendant de sa créature afin d'achever le dessein de la Création (afin que par eux, son règne vienne). Le dynamisme divin de l'incarnation rend l'homme coresponsable de la Création. La providence divine agit ainsi en l'homme et la femme présents au monde, en respectant et en mettant en valeur l'individualité de chacun(e). Le rôle de l'homme est de protéger le monde, et de le faire évoluer dans le sens désiré par son Créateur. L'homme est libre d'assumer ce rôle, ou non. Ce que l'homme moderne oublie trop souvent, c'est qu'avec cette liberté, qu'il revendique, vient la responsabilité, qu'il attribue trop souvent à Dieu seul. À la fin de la Seconde Guerre mondiale, on demande à un rabbin comment il peut encore croire en Dieu après l'Holocauste? La question est mal posée, répondit-il. La bonne question est: "comment peut-on encore croire en l'homme ?". Ce n'est pas pour rire que je t'ai aimée révélera le Christ à la Bienheureuse Angèle de Foligno.

### Destin,fatumet providence
Héritée du déterminisme stoïcien, la notion de destin, voire dans certains cas d'abandon à la providence risque de faire basculer l'homme d'un rôle dynamique d'acteur à un rôle passif d'observateur, ce qui ne reflète ni la pensée d'Augustin, ni celle de Thomas d'Aquin, mais plus celle du Jansénisme.
Parler de destin présuppose une volonté qui décide des fins de notre existence. Le destin ne résulte donc pas du hasard qui n'ordonne pas les événements suivant une finalité.
Saint Thomas envisage le destin comme "l'ordination des causes secondes relativement à des effets divinement préparés". Dans ce sens-là, nier le destin serait nier la providence.
Au-delà des différences entre les auteurs, la providence désigne ce qui permet au Créateur, transcendant au monde, d'agir dans le monde: elle est ce qui permet le passage de la transcendance divine à l'immanence du monde. Si pour des non-croyants, cette intervention peut s'effectuer soit par la causalité naturelle, soit par les institutions humaines (notamment le gouvernement), soit encore par le miracle, le christianisme, tout aussi bien que le judaïsme, donnent une responsabilité fondamentale à l'homme dans l'accomplissement du dessein divin de la Création.

### Alexandre d'Aphrodise (150-215apr. J.-C.) et Jérôme de Stridon (347-420apr. J.-C.)
À peu près un siècle après Alexandre d'Aphrodise (150-215 apr. J.-C.), (Traité de la Providence), qui critiquait la conception stoïcienne de l'articulation du destin et de la providence, Jérôme de Stridon (347-420) (Commentaire sur Habacuc), reprend l'une de ses idées centrales, en précisant que la providence ne s'étend pas à toutes choses: « il est absurde, dit-il, d'étendre la majesté de Dieu au point où il saurait à chaque instant combien de moustiques naissent et combien meurent (...). Nous ne devons pas devenir des vains adulateurs de Dieu au point de galvauder la providence en l'étendant jusqu'à ces questions. » Ce point fait débat: ainsi, certains soutiennent au contraire que la providence divine s'exerce en toutes choses, se fondant, entre autres, sur Matthieu, 10, 29 («Ne vend-on pas deux passereaux pour un as ? Et pas un d'entre eux ne tombera au sol à l'insu de votre Père !»).

### Augustin d'Hippone (354-430apr. J.-C.)
Si la providence de Dieu ne préside nullement aux choses humaines, il n'y a pas à s'occuper de religion écrit Augustin d'Hippone. Il s'insurge contre ceux, en particulier les épicuriens, qui croient que tout est régi par l'ordre des étoiles. Le déterminisme astrologique n'est pas pour lui compatible avec le libre-arbitre de l'homme. Saint Augustin fait donc absorber le destin par la providence divine :
« Quant à ceux qui appellent destin, non la disposition des astres au moment de la conception ou de la naissance, mais la suite et l’enchaînement des causes qui produisent tout ce qui arrive dans l’univers, je ne m’arrêterai pas à les chicaner sur un mot, puisqu’au fond ils attribuent cet enchaînement de causes à la volonté et à la puissance souveraine d’un principe souverain qui est Dieu même, dont il est bon et vrai de croire qu’il sait d’avance et ordonne tout, étant le principe de toutes les puissances sans l’être de toutes les volontés. C’est donc cette volonté de Dieu, dont la puissance irrésistible éclate partout, qu’ils appellent destin. »

### Némésios (350-420apr. J.-C.), Boèce (480-524apr. J.-C.)
Némésius critique les épicuriens et ceux qui attribuent l'existence de l'univers au hasard. En cela, affirme Némésius, "leur sentiment était conforme à leurs principes ; car ceux qui pensent que cet univers est l'œuvre inconsciente du hasard, doivent, pour être logiques, admettre que toute providence est absente du gouvernement des choses ; qui pourrait en effet prendre soin d'un monde que le hasard tout seul aurait formé ? Il est évident que si les choses se sont organisées primitivement d'elles-mêmes sans le concours d'une cause intelligente, elles doivent être emportées par la même force aveugle".

Pour Boèce, l'une des questions qu'il nous importe le plus de connaître est celle de la providence. Chez Boèce, la providence, assimilable au gouvernement divin du monde, est ainsi la Raison divine qui ordonne toutes choses, tandis que le Destin est l'ordre même qui règle en détail le déroulement du plan divin dans le temps: 
« Cet enchaînement des choses et des événements, considéré dans sa source divine, est ce que nous appelons la providence ; mais si nous l'envisageons dans son objet, c'est-à-dire dans les choses créées, qui reçoivent de la providence la forme et le mouvement, c'est ce que les Anciens nommaient Destin. Au premier coup d'œil, la providence et le Destin semblent être une même chose, mais à les approfondir on en sent la différence ; car la providence est la souveraine intelligence elle-même, qui règle et conduit tout ; et le Destin est le différent arrangement des choses créées, par lequel elle les met chacune à sa place. La providence en effet embrasse tout à la fois toutes les choses de ce monde, quelque différentes, quelque innombrables qu'elles soient, et la destinée est attachée à chaque chose en particulier, et diversifiée, pour ainsi dire, autant que les choses le sont par les différentes combinaisons du mouvement, des modifications, des temps et des lieux ; de sorte que cet ordre des choses et des temps réuni dans les idées de Dieu, est ce qu'on doit appeler providence ; et quand on le considère divisé et distribué successivement aux créatures, c'est ce qu'on a nommé destin. Ces deux choses sont donc différentes : l'une cependant dépend de l'autre ; car l'ordre des destinées n'est que l'effet de la providence. »

## La providence dans le judaïsme

### Moïse Maïmonide (1135-1204)
Pour Maïmonide, le Créateur n’intervient pas dans l’ordre naturel afin de protéger ceux qui sont dignes de ses faveurs de toute occurrence maléfique. C’est au contraire lorsqu’un homme a atteint un degré très élevé de communion intellectuelle avec le Créateur qu’il se met à l’abri des infortunes terrestres.
Rien n’est dissimulé au regard du Créateur, et l’humanité ne lui fait rien perdre de sa toute-puissance. En revanche, la providence est une conséquence nécessaire de l’intellect. Car elle ne peut s’émaner que d’un esprit absolument parfait, et ceux qui sont touchés par cet influx divin le sont également par la providence. Cette position, affirme Maïmonide, est en harmonie non seulement avec la raison, mais aussi avec les textes et traditions juives.

## Évolution du concept durant le christianisme du Moyen Âge
Le christianisme reprend l'idée d'une providence divine : l'un des versets du Notre-Père est « que ta Volonté soit faite, sur la terre comme au ciel » et, au tout début du Moyen Âge, les Pères de l'Église élaborent une théologie axée sur cette idée. 

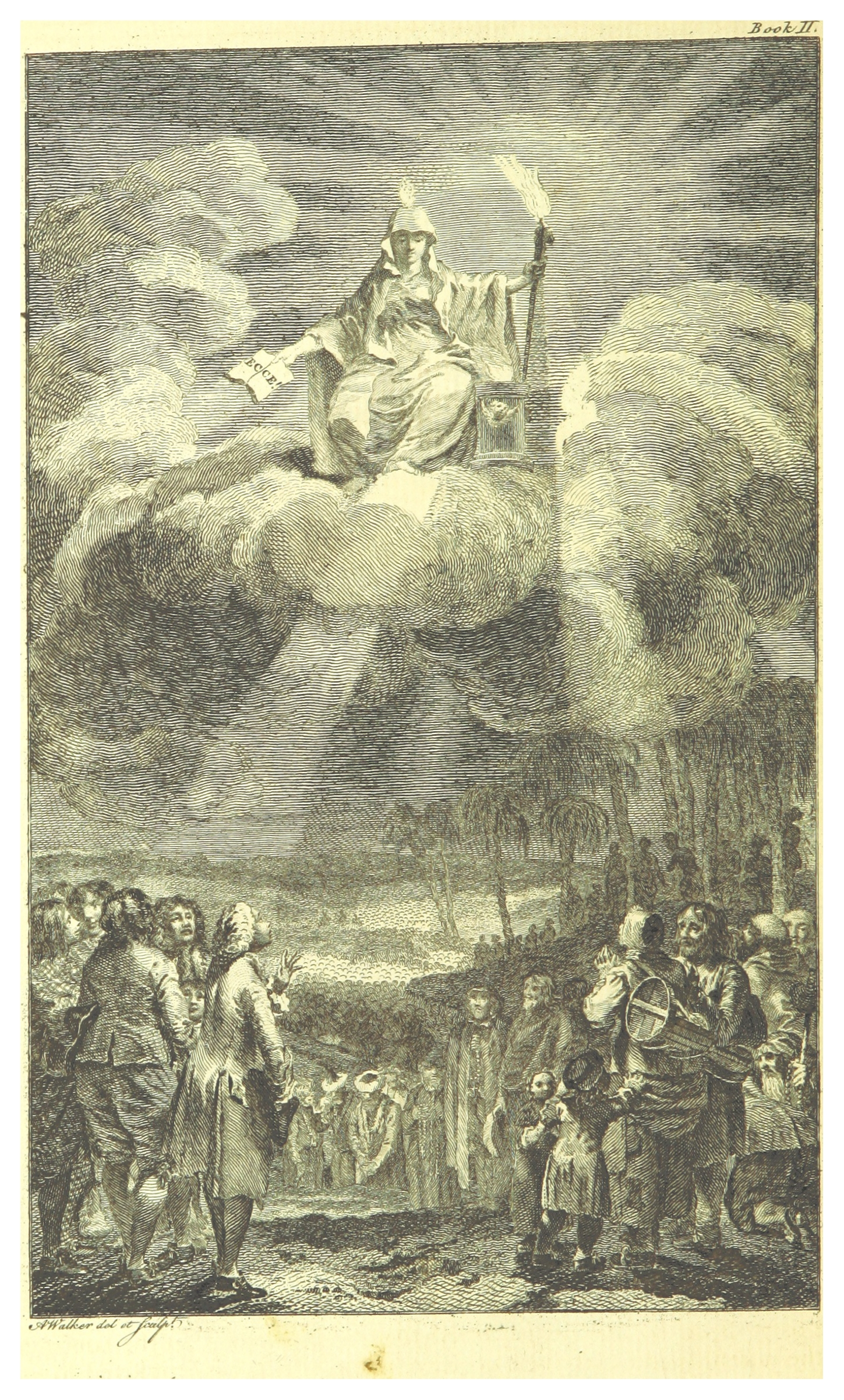
La Divine Providence, gravure de 1764 illustrant le poème allégorique de John Ogilvie (1733-1813).

### Thomas d'Aquin (1224-1274)
Contrairement à l'opposition classique entre la providence et le destin, les deux peuvent être associés : Thomas d'Aquin reprend ainsi Boëce. Providence et Destin seraient alors deux faces d'un même phénomène, en particulier en faisant appel à la distinction stoïcienne entre les causes parfaites et principales et les causes secondaires.
Dieu par sa providence gouverne et régit tout ce qui tombe sous quelque motion en vue d'une fin, motion corporelle ou motion spirituelle, nous dit Saint Thomas d'Aquin. Il définit le rôle de la providence comme de fournir à chaque créature ce qui lui est nécessaire pour atteindre sa fin et d'écarter les obstacles qui pourraient l'empêcher d'y arriver. La providence embrasse un double objet, tout d'abord l'ordre des choses dans la pensée divine et ensuite la réalisation de cet ordre par des moyens assurés. Il appartient à la providence que le rapport des choses relativement à leur fin soit prévu, et que l'exécution de cet ordre n'éprouve pas d'entraves, ce qui en constitue le gouvernement.

Concernant la mise en œuvre du plan divin, Thomas d'Aquin suit, avec les connaissances du XIIIe siècle, un raisonnement similaire à celui de Boèce (qu.116) : 
«  L'ordonnance des effets peut être considérée de deux façons. En premier lieu, en tant qu'il est en Dieu lui-même, et dans ce cas, l'ordonnance des effets s'appelle providence. En deuxième lieu, en tant que la même ordonnance est considérée dans les causes intermédiaires ordonnées par Dieu pour produire certains effets, il assume alors la rationalité du Destin. »
La providence ne s'exerce pas de la même façon sur les êtres raisonnables et les animaux, selon Thomas. Dans le premier cas, elle associe les problématiques de la grâce et du libre-arbitre. C'est en ce sens que le Catéchisme de l'Église catholique donne la définition suivante : « La divine providence, ce sont les dispositions par lesquelles Dieu conduit avec sagesse et amour toutes les créatures jusqu'à leur fin ultime ».

### Joseph Albo (1380-1444)
Joseph Albo était un philosophe juif vivant en Espagne dans la première partie du XVe siècle. Son œuvre théorique constitue le fameux Sefer ha-'Ikkarim (Livre des Principes). Albo explique que l'humanité jouit d'un libre-arbitre de base, condition nécessaire à la possibilité d'une récompense ou d'une punition divine. Albo se situe dans la continuité de Maïmonide lorsqu'il considère que la connaissance divine diffère de manière tout à fait significative de la connaissance humaine, et que par conséquent l'omniscience divine n'est pas nécessairement incompatible avec le libre-arbitre humain.
Il traite du problème du mal et de la souffrance du juste ou du succès du vicieux comme étant les défis théologiques au concept de la providence. Puis il discute les conséquences théologiques de la providence, en particulier concernant la prière ou la contrition. D'après Albo, la prière est bien moins un moyen de communication entre l'être et la divinité, qu'un moyen pour le croyant de s'élever à un niveau spirituel supérieur d'où il reçoit une inspiration divine constante. De même, la contrition permet à l'individu de s'élever à un niveau de spiritualité supérieur à celui où il était au moment de pêcher, niveau auquel un châtiment ne devient plus nécessaire. La contrition annihile aussi les bases conscientes de l'acte répréhensible, redéfinissant le péché comme un acte non-intentionnel, et par là même dénué de châtiment possible.

### Nicolas Malebranche (1638-1715)

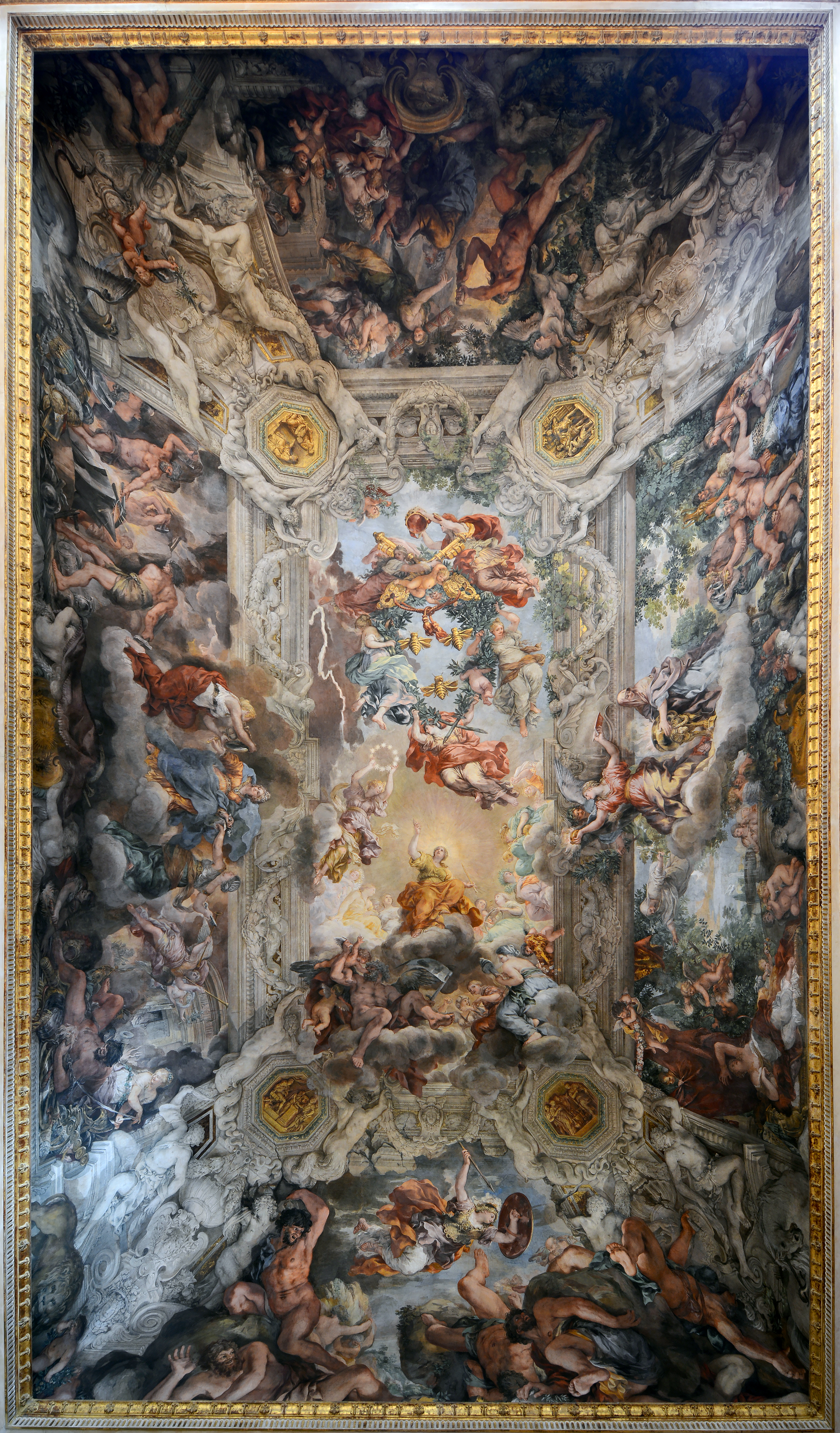
Triomphe de la Divine Providence, fresque de Pierre de Cortone, palais Barberini, Rome.

La providence est difficile à discerner car elle est, selon certains auteurs, présente partout et en tout temps (providentia specialis); d'autres, au contraire, affirment qu'elle ne s'exerce qu'en gros, sans entrer dans les détails (providentia generalis).
Malebranche, contemporain de Descartes, reprend ce débat. La providence de Dieu consiste principalement en deux choses. La première..., en ce qu'il a commencé, en créant le monde et tout ce qu'il renferme à mouvoir la matière... d'une manière qu'il y a le moins qui se puisse de désordre dans la nature, et dans la combinaison de la nature avec la grâce. La seconde, en ce que Dieu remédie par des miracles aux désordres qui arrivent en conséquence de la simplicité des lois naturelles, pourvu néanmoins que l'ordre le demande; car l'ordre est à l'égard de Dieu une loi dont il ne se dispense jamais
«  J'avoue qu'il ne faut pas recourir à Dieu ou à la cause universelle, lorsqu'on demande la raison des effets particuliers. Car on se rendrait ridicule, si l'on disait, par exemple, que c'est Dieu qui sèche les chemins, ou qui glace l'eau des rivières. Il fait dire que l'air sèche la terre, parce qu'il agite et qu'il enlève avec lui l'eau qui la trempe; et que l'air ou la matière subtile glace la rivière en hiver, parce qu'en ce temps elle cesse de communiquer assez de mouvement aux parties dont l'eau est composée pour la rendre fluide. En un mot, il faut donner, si on le peut, la cause naturelle et particulière des effets dont il est question. Mais comme l'action de ces causes ne consiste que dans la force mouvante qui les agite, et que cette force mouvante n'est que la volonté de Dieu, on ne doit pas dire qu'elles aient en elles-mêmes de force ou de puissance pour produire quelques effets. »

## Disparition progressive du concept à partir de la Renaissance
À la Renaissance (XVe siècle-XVIe siècle,) émerge une conception du monde humaniste, où le libre arbitre prend peu à peu l'ascendant sur la providence.
Le concept de providence cesse progressivement d'être un sujet d'étude pour les théologiens, ainsi que pour les philosophes. L'idée a été remplacée par la notion de progrès des sciences et des techniques. Le progrès devant amener à une avancée intellectuelle et morale de l’humanité.
Au début du XVIIe siècle, deux philosophes, l'Anglais Francis Bacon et le Français René Descartes, posent les bases théoriques de ce que l'on appellera plus tard le progrès. Celui-ci est fréquemment considéré comme la version sécularisée de la providence, surtout depuis le début du XIXe siècle, époque où le mot "progrès" entre dans le langage courant, où le mot "providence" n'est plus utilisé que dans les cercles religieux et où la conception du monde dominante est la philosophie de l'histoire. On considère alors que les hommes conduisent eux-mêmes leur destin et que la croyance de Dieu n'est plus qu'une simple option.

## Concept réemployé par des congrégations religieuses

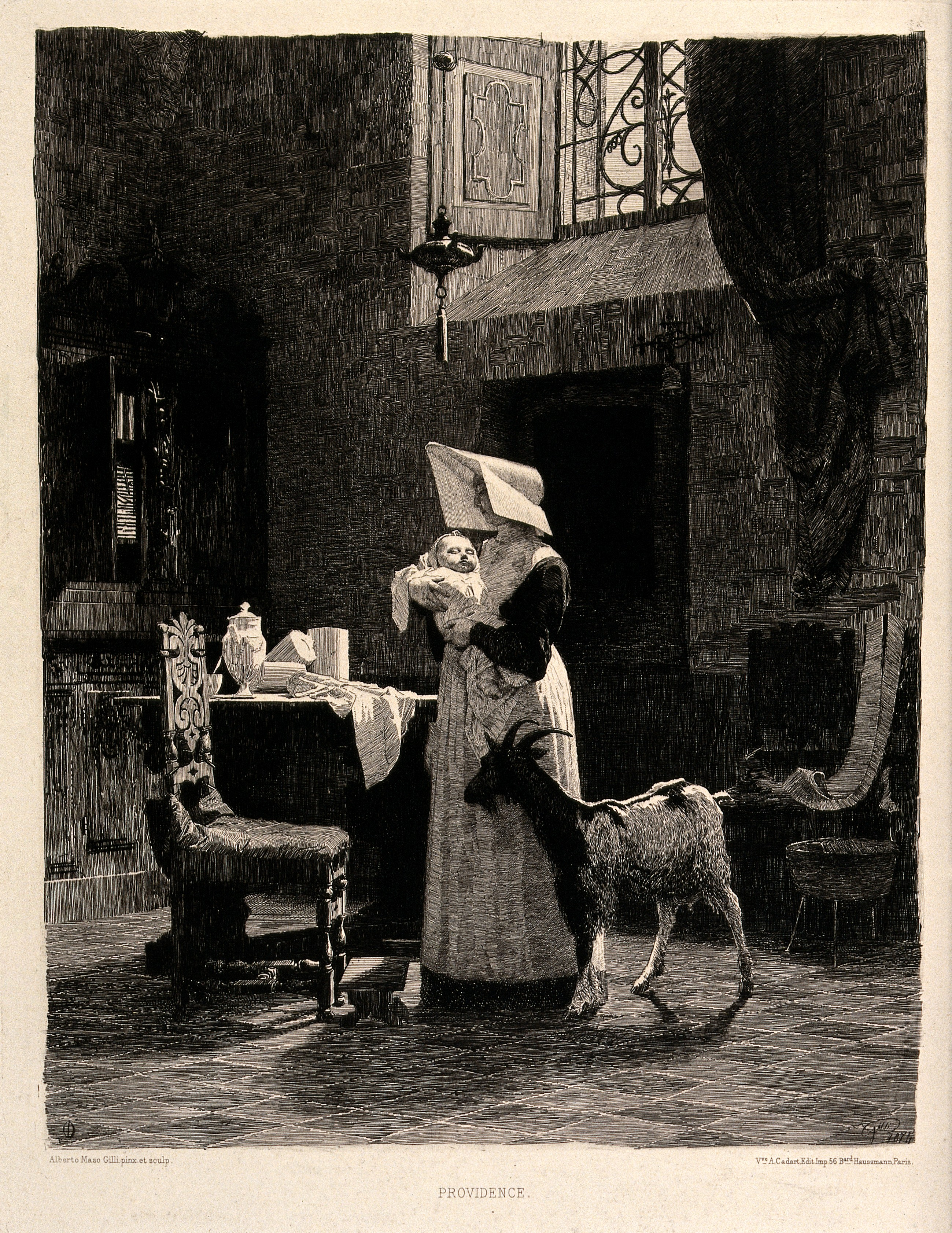
La providence sert à nommer des congrégations d’œuvres charitables et de soin.

Le concept de providence est employé, au XVIIIe siècle puis au XIXe siècle pour nommer des congrégations religieuses féminines hospitalières et enseignantes, les sœurs de la providence, présentes en différents localités afin de prendre soin des enfants abandonnés ou des orphelins par exemple.
Ces pensionnats-providences (destinés à occuper orphelins et enfants de milieux indigents) visent à l'autonomie financière, et fonctionnent le plus souvent sous forme d'ateliers de production-apprentissage, potentiellement en concurrence avec l'économie générale.

## Débats contemporains
Face à l'inquiétude liée aux résultats obtenus par les sciences et techniques, les violences existantes dans de nombreuses sociétés, le concept redevient d'actualité comme sujet d'étude philosophique et théologique. Cependant I'analyse « providentialiste » des événements, la recherche de causalité présente des dangers. Si on soustrait au concept, la transcendance divine et le bénéfice bienveillant des actions providentielles, le concept peut alors servir de recours pour justifier des institutions humaines destructrices, en faisant fi du mystère et de la transcendance divine. Le concept peut être instrumentalisé à des fins détournées.

## Citations
- « Aux dispositions de la providence, à ses lois, sachez reconnaître la bonté de Dieu », Tertullien.
- « Nous rabaissons trop la providence quand, par dépit de ne pouvoir la comprendre, nous lui prêtons nos idées. »  Dostoïevski, L'Idiot.
- « Il faut laisser le passé dans l'oubli et l'avenir à la providence », Bossuet, États d'oraison, liv. III - 1697
- « Jouir des bienfaits de la providence, voilà la sagesse ; en faire jouir les autres, voilà la vertu », Proverbe persan.
- « Quelqu'un disait que la providence était le nom de baptême du hasard ; quelque dévot dira que le hasard est un sobriquet de la providence. » (Chamfort, Maximes et pensées, caractères et anecdotes)